# كأس التحدي الإسكتلندي 1993–94
كأس التحدي الإسكتلندي 1993–94 (بالإنجليزية: 1993–94 Scottish Challenge Cup)‏ هو موسم من كأس التحدي الإسكتلندي ‏. كان عدد الأندية المشاركة فيه 26، وفاز فيه نادي فالكيرك.